# MC El Eulma
O Mouloudia Club d'El Eulma é um clube de futebol com sede em El Eulma, Argélia. A equipe compete no Campeonato Argelino de Futebol.

## História
O clube foi fundado em 1936.